# کانال+
کانال + (فرانسوی: Canal+‎) به معنی ("کانال پلوس / بیشتر") یک کانال تلویزیون کابلی فرانسه است که در سال ۱۹۸۴ راه اندازی شده است.